# Synanthedon cyanospira
Synanthedon cyanospira is een vlinder uit de familie wespvlinders (Sesiidae), onderfamilie Sesiinae.
Synanthedon cyanospira is voor het eerst wetenschappelijk beschreven door Meyrick in 1928. De soort komt voor in het Afrotropisch gebied.